# Mordellistena sudaniensis
Mordellistena sudaniensis es una especie de coleóptero de la familia Mordellidae.

## Distribución geográfica
Habita en Sudán.